# Гиперсветящийся источник рентгеновского излучения номер один

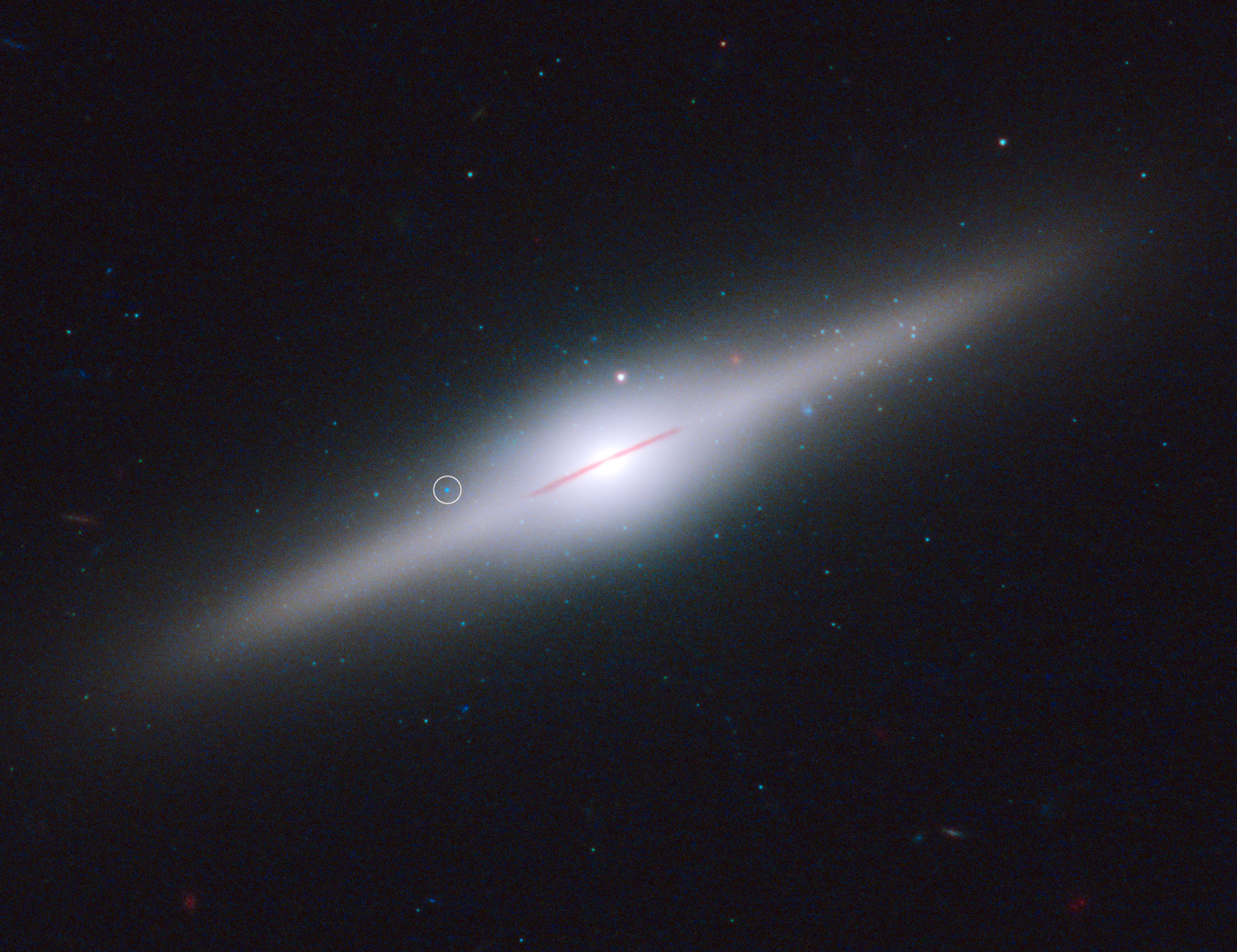
Галактика ESO 243-49 (по центру); объект HLX-1 обведён кругом.

Гиперсветящийся источник рентгеновского излучения номер один или HLX-1 (англ. Hyper-Luminous X-ray source 1) — космический объект, ряд учёных полагает, что это чёрная дыра средней массы. HLX-1 возможно является остатком карликовой галактики после галактического столкновения с ESO 243-49.
Объект был впервые обнаружен в ноябре 2004 года и рассматривался как источник излучающий рентгеновские лучи на окраинах спиральной галактики ESO 243-49. Объект был каталогизирован как 2XMM J011028.1-460421 по названию «HLX-1». В 2009 году группа астрономов под руководством Натали Уэбб из Института реструктуризации и астрофизики и планетологии (IRAP) в Тулузе, обнаружили HLX-1 в очень высокой рентгеновской светимости (~1×1042 эрг/с, 0.2-10.0 КэВ) и отнесли объект к чёрным дырам средней массы. Последующий анализ с использованием дополнительного рентгено-, оптического и радиодиапазона подтверждают природу чёрной дыры средней массы.

## Характеристика
Расположена на расстоянии около 290 миллионов световых лет от Земли в галактике ESO 243-49. Возраст HLX-1 оценивается в чуть меньше 200 миллионов лет. Масса равняется 20 тысячам масс Солнца. HLX-1 окружена молодыми по космическим меркам звездами и когда-то располагалась по центру карликовой галактики. Позднее ее поглотила более крупная галактика.